# Wereldkampioenschap curling vrouwen
Het wereldkampioenschap curling voor vrouwen is een jaarlijks curlingtoernooi, dat in 1979 voor het eerst werd georganiseerd.

## Geschiedenis
Nadat het wereldkampioenschap curling voor mannen al in 1959 werd geïntroduceerd, mochten vrouwen twintig jaar later ook strijden om de wereldtitel. Zwitserland mocht zich de allereerste wereldkampioen noemen. Tot 1988 werd het WK voor vrouwen apart van dat voor de mannen georganiseerd. Tussen 1989 en 2004 werden de toernooien gelijktijdig gehouden, maar vanaf 2005 zijn ze weer gescheiden. Hierbij wordt altijd een van de twee toernooien in Canada gehouden.
Tot nu toe zijn er negen landen die ooit wereldkampioen werden. Canada won het vaakst: negentien maal. Zwitserland volgt op geruime afstand op de tweede plaats, met tien wereldtitels. Tijdens de eerste editie in 1979 en van 1989 tot en met 1994 kregen de beide verliezende halvefinalisten een bronzen medaille. Na die tijd is er weer een wedstrijd om de derde plaats. De huidige wereldkampioen is Canada, dat in maart 2025 Zwitserland versloeg in de finale. China vervolledigde het podium door in de strijd om het brons Zuid-Korea te verslaan.

## Erelijst
| Jaar | Plaats                            |  | Goud             | Zilver           | Brons                 |
| ---- | --------------------------------- |  | ---------------- | ---------------- | --------------------- |
| 1979 | Perth, Schotland                  |  | Zwitserland      | Zweden           | Canada Schotland      |
| 1980 | Perth, Schotland                  |  | Canada           | Zweden           | Schotland             |
| 1981 | Perth, Schotland                  |  | Zweden           | Canada           | Noorwegen             |
| 1982 | Genève, Zwitserland               |  | Denemarken       | Zweden           | Schotland             |
| 1983 | Moose Jaw, Canada                 |  | Zwitserland      | Noorwegen        | Canada                |
| 1984 | Perth, Schotland                  |  | Canada           | Zwitserland      | West-Duitsland        |
| 1985 | Jönköping, Zweden                 |  | Canada           | Schotland        | Zwitserland           |
| 1986 | Kelowna, Canada                   |  | Canada           | West-Duitsland   | Zweden                |
| 1987 | Chicago, Verenigde Staten         |  | Canada           | West-Duitsland   | Zwitserland           |
| 1988 | Glasgow, Schotland                |  | West-Duitsland   | Canada           | Zweden                |
| 1989 | Milwaukee, Verenigde Staten       |  | Canada           | Noorwegen        | West-Duitsland Zweden |
| 1990 | Västerås, Zweden                  |  | Noorwegen        | Schotland        | Canada Denemarken     |
| 1991 | Winnipeg, Canada                  |  | Noorwegen        | Canada           | Schotland Zweden      |
| 1992 | Garmisch-Partenkirchen, Duitsland |  | Zweden           | Verenigde Staten | Canada Zwitserland    |
| 1993 | Genève, Zwitserland               |  | Canada           | Duitsland        | Noorwegen Zweden      |
| 1994 | Oberstdorf, Duitsland             |  | Canada           | Schotland        | Duitsland Zweden      |
| 1995 | Brandon, Canada                   |  | Zweden           | Canada           | Noorwegen             |
| 1996 | Hamilton, Canada                  |  | Canada           | Verenigde Staten | Noorwegen             |
| 1997 | Bern, Zwitserland                 |  | Canada           | Noorwegen        | Denemarken            |
| 1998 | Kamloops, Canada                  |  | Zweden           | Denemarken       | Canada                |
| 1999 | Saint John, Canada                |  | Zweden           | Verenigde Staten | Denemarken            |
| 2000 | Glasgow, Schotland                |  | Canada           | Zwitserland      | Noorwegen             |
| 2001 | Lausanne, Zwitserland             |  | Canada           | Zweden           | Denemarken            |
| 2002 | Bismarck, Verenigde Staten        |  | Schotland        | Zweden           | Noorwegen             |
| 2003 | Winnipeg, Canada                  |  | Verenigde Staten | Canada           | Zweden                |
| 2004 | Gävle, Zweden                     |  | Canada           | Noorwegen        | Zwitserland           |
| 2005 | Paisley, Schotland                |  | Zweden           | Verenigde Staten | Noorwegen             |
| 2006 | Grande Prairie, Canada            |  | Zweden           | Verenigde Staten | Canada                |
| 2007 | Aomori, Japan                     |  | Canada           | Denemarken       | Schotland             |
| 2008 | Vernon, Canada                    |  | Canada           | China            | Zwitserland           |
| 2009 | Gangneung, Zuid-Korea             |  | China            | Zweden           | Denemarken            |
| 2010 | Swift Current, Canada             |  | Duitsland        | Schotland        | Canada                |
| 2011 | Esbjerg, Denemarken               |  | Zweden           | Canada           | China                 |
| 2012 | Lethbridge, Canada                |  | Zwitserland      | Zweden           | Canada                |
| 2013 | Riga, Letland                     |  | Schotland        | Zweden           | Canada                |
| 2014 | Saint John, Canada                |  | Zwitserland      | Canada           | Rusland               |
| 2015 | Sapporo, Japan                    |  | Zwitserland      | Canada           | Rusland               |
| 2016 | Swift Current, Canada             |  | Zwitserland      | Japan            | Rusland               |
| 2017 | Peking, China                     |  | Canada           | Rusland          | Schotland             |
| 2018 | North Bay, Canada                 |  | Canada           | Zweden           | Rusland               |
| 2019 | Silkeborg, Denemarken             |  | Zwitserland      | Zweden           | Zuid-Korea            |
| 2021 | Calgary, Canada                   |  | Zwitserland      | Rusland          | Verenigde Staten      |
| 2022 | Prince George, Canada             |  | Zwitserland      | Zuid-Korea       | Canada                |
| 2023 | Sandviken, Zweden                 |  | Zwitserland      | Noorwegen        | Canada                |
| 2024 | Sydney, Canada                    |  | Canada           | Zwitserland      | Zuid-Korea            |
| 2025 | Uijeongbu, Zuid-Korea             |  | Canada           | Zwitserland      | China                 |
| 2026 | Calgary, Canada                   |  |                  |                  |                       |

## Medaillespiegel
| Plaats | Land             | Goud | Zilver | Brons | Totaal |
| 1      | Canada           | 19   | 8      | 11    | 38     |
| 2      | Zwitserland      | 10   | 4      | 5     | 19     |
| 3      | Zweden           | 8    | 10     | 7     | 25     |
| 4      | Noorwegen        | 2    | 5      | 7     | 14     |
| 5      | Schotland        | 2    | 4      | 6     | 12     |
| 6      | Duitsland        | 2    | 3      | 3     | 8      |
| 7      | Verenigde Staten | 1    | 5      | 1     | 7      |
| 8      | Denemarken       | 1    | 2      | 5     | 8      |
| 9      | China            | 1    | 1      | 2     | 4      |
| 10     | Rusland          | 0    | 2      | 4     | 6      |
| 11     | Zuid-Korea       | 0    | 1      | 2     | 3      |
| 12     | Japan            | 0    | 1      | 0     | 1      |
| Totaal | Totaal           | 46   | 46     | 53    | 145    |

## Deelnemende landen

### 1979-2001
| Land             | 79 | 80 | 81 | 82 | 83 | 84 | 85 | 86 | 87 | 88 | 89 | 90 | 91 | 92 | 93 | 94 | 95 | 96 | 97 | 98 | 99 | 00 | 01 |
| ---------------- | -- | -- | -- | -- | -- | -- | -- | -- | -- | -- | -- | -- | -- | -- | -- | -- | -- | -- | -- | -- | -- | -- | -- |
| Canada           | X  | X  | X  | X  | X  | X  | X  | X  | X  | X  | X  | X  | X  | X  | X  | X  | X  | X  | X  | X  | X  | X  | X  |
| Denemarken       | X  | X  | X  | X  | X  | X  | X  | X  | X  | X  | X  | X  | X  | X  |    | X  | X  | X  | X  | X  | X  | X  | X  |
| Duitsland        | X  | X  | X  | X  |    | X  | X  | X  | X  | X  | X  | X  | X  | X  | X  | X  | X  | X  | X  | X  | X  | X  | X  |
| Engeland         | X  |    |    |    |    |    |    |    |    |    |    |    |    |    | X  |    |    |    |    |    |    |    |    |
| Finland          |    |    |    |    |    |    |    |    | X  | X  | X  |    |    | X  | X  | X  |    | X  | X  | X  | X  |    |    |
| Frankrijk        | X  | X  |    | X  | X  | X  | X  | X  | X  | X  | X  | X  | X  |    |    |    | X  |    |    |    |    | X  |    |
| Italië           | X  | X  | X  | X  | X  | X  | X  |    |    |    |    |    |    |    |    |    |    |    |    |    |    |    |    |
| Japan            |    |    |    |    |    |    |    |    |    |    |    | X  |    | X  | X  | X  | X  | X  | X  | X  | X  | X  | X  |
| Nederland        |    |    | X  |    |    |    |    | X  |    |    |    |    |    |    |    |    |    |    |    |    |    |    |    |
| Noorwegen        | X  | X  | X  | X  | X  | X  | X  | X  | X  | X  | X  | X  | X  | X  | X  | X  | X  | X  | X  | X  | X  | X  | X  |
| Oostenrijk       |    |    |    |    | X  |    |    |    |    |    |    |    | X  |    |    |    |    |    |    |    |    |    |    |
| Rusland          |    |    |    |    |    |    |    |    |    |    |    |    |    |    |    |    |    |    |    |    |    |    | X  |
| Schotland        | X  | X  | X  | X  | X  | X  | X  | X  | X  | X  | X  | X  | X  | X  | X  | X  | X  | X  | X  | X  | X  | X  | X  |
| Verenigde Staten | X  | X  | X  | X  | X  | X  | X  | X  | X  | X  | X  | X  | X  | X  | X  | X  | X  | X  | X  | X  | X  | X  | X  |
| Zweden           | X  | X  | X  | X  | X  | X  | X  | X  | X  | X  | X  | X  | X  | X  | X  | X  | X  | X  | X  | X  | X  | X  | X  |
| Zwitserland      | X  | X  | X  | X  | X  | X  | X  | X  | X  | X  | X  | X  | X  | X  | X  | X  | X  | X  | X  | X  | X  | X  | X  |

### 2002-2025
| Land             | 02 | 03 | 04 | 05 | 06 | 07 | 08 | 09 | 10 | 11 | 12 | 13 | 14 | 15 | 16 | 17 | 18 | 19 | 21 | 22 | 23 | 24 | 25 | WK's |
| ---------------- | -- | -- | -- | -- | -- | -- | -- | -- | -- | -- | -- | -- | -- | -- | -- | -- | -- | -- | -- | -- | -- | -- | -- | ---- |
| Canada           | X  | X  | X  | X  | X  | X  | X  | X  | X  | X  | X  | X  | X  | X  | X  | X  | X  | X  | X  | X  | X  | X  | X  | 46   |
| China            |    |    |    | X  | X  | X  | X  | X  | X  | X  | X  | X  | X  | X  |    | X  | X  | X  | X  |    |    |    | X  | 16   |
| Denemarken       | X  | X  | X  | X  | X  | X  | X  | X  | X  | X  | X  | X  | X  | X  | X  | X  | X  | X  | X  | X  | X  | X  | X  | 45   |
| Duitsland        | X  |    |    |    | X  | X  | X  | X  | X  | X  | X  | X  | X  | X  | X  | X  | X  | X  | X  | X  | X  |    |    | 40   |
| Engeland         |    |    |    |    |    |    |    |    |    |    |    |    |    |    |    |    |    |    |    |    |    |    |    | 2    |
| Estland          |    |    |    |    |    |    |    |    |    |    |    |    |    |    |    |    |    |    | X  |    |    | X  |    | 2    |
| Finland          |    |    | X  | X  |    |    |    |    |    |    |    |    |    | X  | X  |    |    | X  |    |    |    |    |    | 15   |
| Frankrijk        |    |    |    |    |    |    |    |    |    |    |    |    |    |    |    |    |    |    |    |    |    |    |    | 14   |
| Italië           |    | X  | X  | X  | X  | X  | X  | X  |    |    | X  | X  |    |    | X  | X  | X  |    | X  | X  | X  | X  | X  | 23   |
| Japan            |    | X  | X  | X  | X  | X  | X  |    | X  |    |    | X  |    | X  | X  |    | X  | X  | X  | X  | X  | X  | X  | 26   |
| Letland          |    |    |    |    |    |    |    |    | X  |    |    | X  | X  |    |    |    |    | X  |    |    |    |    |    | 4    |
| Litouwen         |    |    |    |    |    |    |    |    |    |    |    |    |    |    |    |    |    |    |    |    |    |    | X  | 1    |
| Nederland        |    |    |    |    | X  |    |    |    |    |    |    |    |    |    |    |    |    |    |    |    |    |    |    | 3    |
| Nieuw-Zeeland    |    |    |    |    |    |    |    |    |    |    |    |    |    |    |    |    |    |    |    |    | X  | X  |    | 2    |
| Noorwegen        | X  | X  | X  | X  | X  |    |    | X  | X  | X  |    |    |    | X  |    |    |    |    |    | X  | X  | X  | X  | 37   |
| Oostenrijk       |    |    |    |    |    |    |    |    |    |    |    |    |    |    |    |    |    |    |    |    |    |    |    | 2    |
| Rusland          | X  | X  |    | X  |    | X  | X  | X  | X  | X  | X  | X  | X  | X  | X  | X  | X  | X  | X  |    |    |    |    | 18   |
| Schotland        | X  | X  | X  | X  | X  | X  | X  | X  | X  | X  | X  | X  | X  | X  | X  | X  | X  | X  | X  | X  | X  | X  | X  | 46   |
| Tsjechië         |    |    |    |    |    | X  | X  |    |    | X  | X  |    | X  |    |    | X  | X  |    | X  | X  |    |    |    | 9    |
| Turkije          |    |    |    |    |    |    |    |    |    |    |    |    |    |    |    |    |    |    |    | X  | X  | X  | X  | 4    |
| Verenigde Staten | X  | X  | X  | X  | X  | X  | X  | X  | X  | X  | X  | X  | X  | X  | X  | X  | X  | X  | X  | X  | X  | X  | X  | 46   |
| Zuid-Korea       | X  |    |    |    |    |    |    | X  |    | X  | X  |    | X  |    | X  | X  | X  | X  | X  | X  | X  | X  | X  | 14   |
| Zweden           | X  | X  | X  | X  | X  | X  | X  | X  | X  | X  | X  | X  | X  | X  | X  | X  | X  | X  | X  | X  | X  | X  | X  | 46   |
| Zwitserland      | X  | X  | X  | X  | X  | X  | X  | X  | X  | X  | X  | X  | X  | X  | X  | X  | X  | X  | X  | X  | X  | X  | X  | 46   |